# Панк-блюз
Панк-блюз (иногда используются понятия Блюз-панк или Панк-энд-Блюз) — гибридный музыкальный жанр, возникший на стыке панк-рока и блюза. Творчество исполнителей панк-блюза, как правило, включает в себя элементы смежных стилей, таких как прото-панк и блюз-рок. Истоки панк-блюза прослеживаются и в гаражном роке 1960-х и 1970-х годов.
Панк-блюз-композиции характеризуются «сыростью», общей простотой и эмоциональностью, то есть чертами, присущими как панк-року, так и блюзу. Чет Вайс, участник группы The Immortal Lee County Killers, подтвердил схожесть этих двух жанров словами: «Панк и блюз оба по-честному смотрят на жизнь».

## Становление жанра
Перед началом панк-движения конца 1970-х годов, в творчестве таких групп, как MC5, The Stooges, The Who, The Sonics, Капитан Бифхарт и New York Dolls начали проявляться влияния американского блюза. Одной из первых возможных песен в панк-блюзе также считалась песня Blank Generation Ричарда Хэлла. Но Allmusic утверждает, что основа панк-блюза в большей мере лежит в гаражном роке середины 1960-х. Кроме того, согласно Allmusic «…панк-блюз по-настоящему ожил в начале 90-х годов с такими группами, как Jon Spencer Blues Explosion, The Oblivians, The Gories и Gibson Brothers и продолжил рост в 2000-е годы с ещё большей видимостью, благодаря популярности The White Stripes». Но музыкант Джон До приписывает изобретение жанра группе The Gun Club, в частности её лидеру Джеффри Ли Пирсу.

## Поздний период
В конце 1980-х и 90-х в панк-блюз стали вноситься новые детали; Social Distortion, Rollins Band, Пи Джей Харви использовали в своих композициях элементы рокабилли, кантри, хеви-метала, инди-рока.
В настоящее время некоторые музыкальные журналисты и эксперты описывают как панк-блюз творчество The Kills, The Detroit Cobras, The Von Bondies и Black Lips.